# Lista de bandeiras marroquinas
Esta é uma lista de bandeiras usadas no Marrocos.

## Bandeiras nacionais
| Bandeira | Data          | Uso                  | Descrição |
| -------- | ------------- | -------------------- | --- |
|          | 1915–Presente | Bandeira de Marrocos | Um campo vermelho com um pentagrama verde, o "Selo de Salomão" de cinco pontas.                                                     |
|          | 1915–Presente | Alferes Civil        | Um campo vermelho com o pentagrama verde, uma estrela linear de cinco pontas e uma coroa amarela de uma estrela no canto do cantão. |
|          | 1915–Presente | Alferes Naval        | Um campo vermelho com o pentagrama verde, uma estrela linear de cinco pontas e uma coroa amarela com uma estrela em cada canto.     |
|          | 1915–Presente | Bandeira naval       | Um campo vermelho com bordas amarelas e um pentagrama verde com bordas amarelas, uma estrela linear de cinco pontas.                |
|          | 1915–Presente | Bandeira Real        | Um campo vermelho com um pentagrama com bordas verdes e amarelas, uma estrela linear de cinco pontas.                               |

## Estandarte real
| Bandeira | Data          | Usar            | Descrição                              |
| -------- | ------------- | --------------- | -------------------------------------- |
|          | 1915–Presente | Estandarte Real | Um campo verde com o brasão no centro. |

## Bandeiras militares
| Bandeira | Data          | Usar            | Descrição |
| -------- | ------------- | --------------- | --- |
|          | 1956–Presente | Forças armadas  | Um campo vermelho com borda amarela, o pentagrama verde com borda amarela, uma estrela linear de cinco pontas e uma escrita árabe em dourado em três cantos. |
|          | 1956–Presente | Força Terrestre | Um campo vermelho com borda amarela e o emblema do exército no centro.                                                                                       |
|          | 1960–Presente | Força Naval     | Um campo azul claro com borda amarela e o emblema da Marinha no centro.                                                                                      |
|          | 1956–Presente | Força Aérea     | Um campo azul com borda amarela e o emblema da força aérea no centro.                                                                                        |
|          | 1957–Presente | Gendarmaria     | Um campo preto com borda amarela e o emblema da gendarmaria no centro.                                                                                       |
|          | 1956–Presente | Guarda Real     | Um campo verde com o pentagrama amarelo, uma estrela linear de cinco pontas e estrelas menores em cada canto.                                                |

### 'Alam al-Mansûr
| Bandeira | Data | Usar | Descrição |
| -------- | ---- | --- | --- |
|          |      | Possível aparência do al-'alam al-mansûr usado pelos almóadas durante a Batalha de Alarcos contra os castelhanos, conforme descrito por Ibn Abi Zar | Um campo branco com o texto "Não há divindade além de Alá, Muhammad é o mensageiro de Alá, não há vencedor exceto Alá" |
|          |      | Aparência alternativa do al-'alam al-mansûr usado pelos almóadas                                                                                    | Um campo branco com o texto "O Único é Alá, Muhammad é o mensageiro de Alá, o Mahdi é o Califa de Alá" com o outro lado dizendo "Não há divindade além de Alá, e meu sucesso está somente com Alá, e confio meus assuntos a Alá" |
|          |      | Possível aparição do al-'alam al-mansûr usado pelos Marinidas                                                                                       | Um campo branco com texto do versículo 2:163 do Alcorão : "E o vosso deus é um só Deus. Não há divindade além de Alá, o Clemente, o Misericordioso."                                                                             |
|          |      | Possível aparência do al-liwa' al-mansûr usado pelos saadis conforme descrito por al-Fishtali                                                       | Um campo branco com texto do versículo 33:33 do Alcorão: "Allah deseja somente remover a imundície de ti, ó Ahl al-Bayt, e purificar-te completamente."                                                                          |

### Marrocos Francês
| Bandeira | Data                | Uso                                                                              | Descrição |
| -------- | ------------------- | -------------------------------------------------------------------------------- | --- |
|          | 1915-1919           | Bandeira mercante de Marrocos sob o protetorado francês                          | Um campo vermelho com o pentagrama verde, uma estrela linear de cinco pontas.                                  |
|          | 1915-1940 1945-1956 | Bandeira mercante de Marrocos sob o protetorado francês                          | Um campo vermelho com o pentagrama verde, uma estrela linear de cinco pontas com o tricolor francês no cantão. |
|          | 1940-1945           | Bandeira mercante de Marrocos sob o domínio da França de Vichy e da França Livre | Um campo vermelho com o pentagrama verde, uma estrela linear de cinco pontas.                                  |

### Marrocos Espanhol
| Bandeira | Data      | Uso                                                      | Descrição                                                                                                   |
| -------- | --------- | -------------------------------------------------------- | --- |
|          | 1912-1937 | Bandeira mercante de Marrocos sob o protetorado espanhol | Um campo vermelho simples.                                                                                  |
|          | 1937-1956 | Bandeira mercante de Marrocos sob o protetorado espanhol | Um campo vermelho com um campo verde com o pentagrama branco, uma estrela linear de cinco pontas no cantão. |

### República do Rife
| Bandeira | Data      | Usar                          | Descrição |
| -------- | --------- | ----------------------------- | --- |
|          | 1921–1926 | Bandeira da República do Rife | Um campo vermelho centralizado com um diamante branco e uma lua crescente verde e uma estrela de seis pontas dentro do diamante. |

### Zona Internacional de Tânger
| Bandeira | Data                | Uso                                      | Descrição |
| -------- | ------------------- | ---------------------------------------- | --- |
|          | 1924–1940 1945–1956 | Bandeira de Zona Internacional de Tânger | Um campo vermelho com o emblema de Tânger no lado da talha e o pentagrama verde, uma estrela linear de cinco pontas no lado da mosca. |

## Bandeiras regionais
| Bandeira | Data        | Uso                                             | Descrição |
| -------- | ----------- | ----------------------------------------------- | --------- |
|          | ? -Presente | Bandeira da província de Sidi Bennour           |           |
|          | 1976-1997   | Bandeira da Prefeitura de Agadir (1976–1997)    |           |
|          | 1976-1997   | Bandeira da província de Al Hoceïma (1976–1997) |           |
|          | ? -Presente | Bandeira da Província de Marraquexe             |           |
|          | 1976-1997   | Bandeira da Província de Azilal (1976–1997)     |           |
|          | ? -Presente | Bandeira da Província de Tan-Tan                |           |
|          | 1976-1997   | Bandeira da província de Dakhla (1976–1997)     |           |